# اوئیکاوا کوشیرو
اوئیکاوا کوشیرو (به ژاپنی: 及川 古志郎, Oikawa Koshirō); ۱۶ فوریهٔ ۱۸۸۳ – ۹ مهٔ ۱۹۵۸) سیاست‌مدار اهل ژاپن بود.